# Bath (Nuevo Hampshire)
Bath es un pueblo ubicado en el condado de Grafton en el estado estadounidense de Nuevo Hampshire. En el Censo de 2010 tenía una población de 1.077 habitantes y una densidad poblacional de 10,77 personas por km².

## Geografía
Según la Oficina del Censo de los Estados Unidos, Bath tiene una superficie total de 99.99 km², de la cual 97.68 km² corresponden a tierra firme y (2.31%) 2.31 km² es agua.

## Demografía
Según el censo de 2010, había 1.077 personas residiendo en Bath. La densidad de población era de 10,77 hab./km². De los 1.077 habitantes, Bath estaba compuesto por el 98.7% blancos, el 0.28% eran afroamericanos, el 0.46% eran amerindios, el 0.09% eran asiáticos, el 0% eran isleños del Pacífico, el 0% eran de otras razas y el 0.46% pertenecían a dos o más razas. Del total de la población el 0.19% eran hispanos o latinos de cualquier raza.